# Monumento al Rinascimento africano
Il Monumento al Rinascimento africano (in francese Monument de la Renaissance africaine) è una statua di bronzo alta 49 metri e situata a Dakar, in Senegal.
La costruzione della statua è stata eseguita dalla società nordcoreana "Mansudae Overseas Project Group of Companies",  su progetto dell'architetto senegalese Pierre Goudiaby Atepa.
Il progetto è stato promosso dal presidente senegalese Abdoulaye Wade all'interno di una serie di grandi opere volte a commemorare una nuova era del Rinascimento africano.

## Storia
I lavori di preparazione alla collocazione del monumento, che si trova su una collina alta circa 100 metri, iniziarono nel 2006 e la costruzione della statua in bronzo cominciò il 3 aprile 2003. Inizialmente la data di conclusione dei lavori era prevista per dicembre 2009, ma venne poi rimandata all'inizio del 2010. La cerimonia ufficiale di inaugurazione si è svolta il 4 aprile 2010, nel 50º anniversario dell'indipendenza del paese dalla Francia.

### Inaugurazione
Il 3 aprile 2010 il monumento al Rinascimento africano è stato inaugurato a Dakar di fronte a 19 capi di stato, tra i quali il presidente del Malawi e dell'Unione Africana Bingu wa Mutharika, Jean Ping dell'African Union Commission e i presidenti di Benin, Capo Verde, Repubblica del Congo, Costa d'Avorio, Gambia, Liberia, Mali, Mauritania e Zimbabwe. Presenti inoltre una rappresentanza della Corea del Nord, il reverendo Jesse Jackson e il musicista Akon, entrambi statunitensi.
In tale occasione il presidente Wade ha dichiarato che «l'Africa nel XXI secolo è pronta a prendere in mano il proprio destino», il presidente Bingu wa Mutharika ha sottolineato che «questo monumento non appartiene al Senegal ma al popolo africano, ovunque si trovi» mentre il reverendo Jackson ha detto che «questa statua è dedicata al viaggio dei nostri antenati, schiavizzati ma non schiavi».
Contemporaneamente molte persone hanno protestato contro l'inaugurazione della statua, manifestando nelle strade della città di fronte alle forze di polizia dispiegate per mantenere l'ordine. L'opposizione ha descritto il monumento com «un mostro economico e uno scandalo finanziario nel contesto dell'attuale crisi economica».

## Descrizione

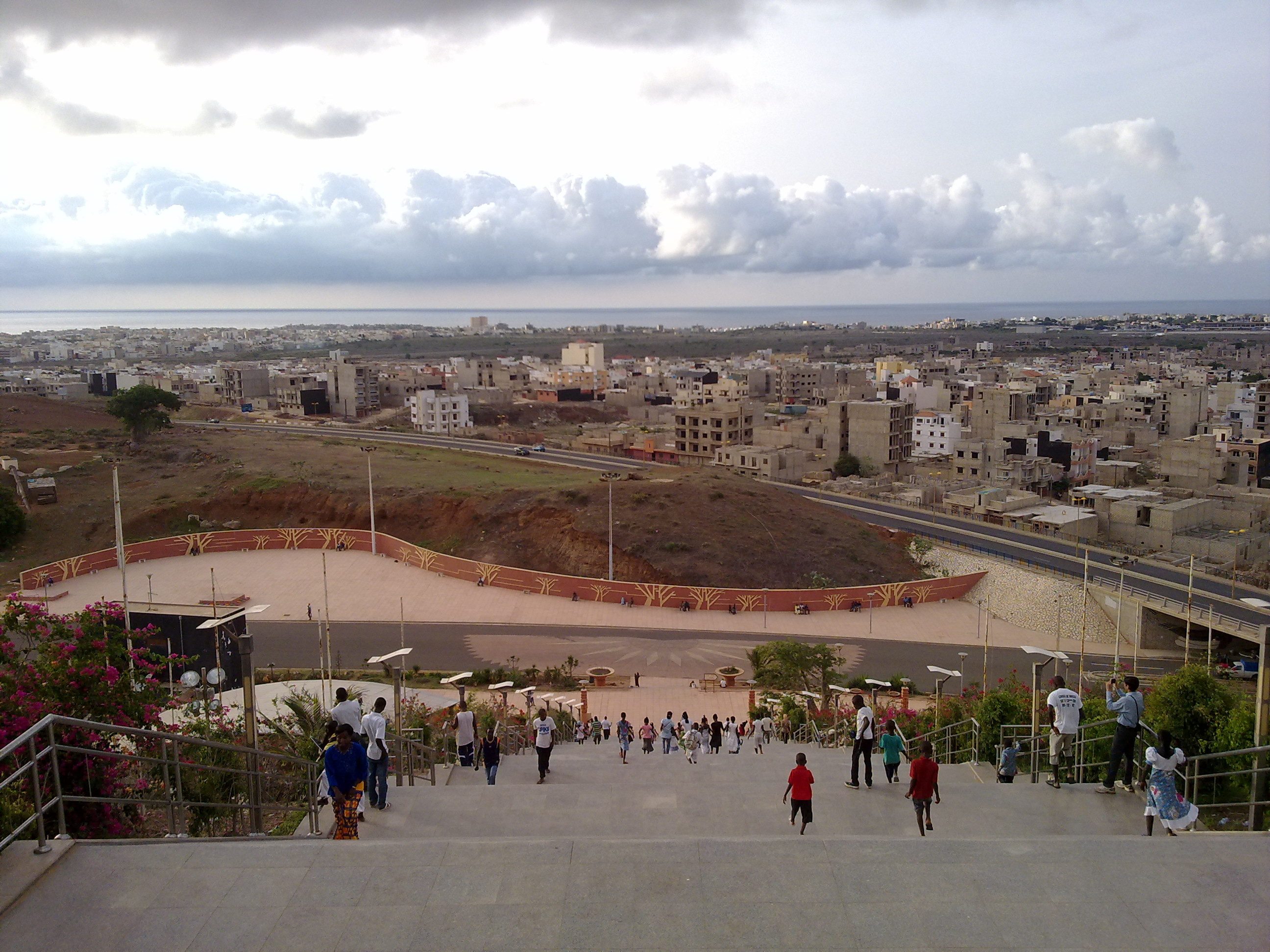
L'ingresso al monumento

Il monumento sorge sulla più bassa delle due colline di Dakar chiamate Les Mamelles.
Esso è costituito da lastre di uno spessore di 3 centimetri. Il soggetto mostra una famiglia che emerge dalla cima di una montagna: la figura intera di una giovane donna e di un uomo che porta nel suo braccio sinistro un bambino che a sua volta con il braccio sinistro punta verso il mare.
La statua è rivolta verso l'Oceano Atlantico, indicando simbolicamente la Statua della Libertà.

## Critiche

### Spese
L'enorme statua è stata criticata per il suo costo, dai 9 ai 15 miliardi di franchi CFA (dai 15 ai 23 milioni di euro). Il pagamento è stato effettuato in natura con la concessione tra i 30 e i 40 ettari di terra concessi ad un uomo d'affari senegalese.
Coloro che conoscono gli spazi interni del monumento osservano che la sala panoramica, collocata in cima alla testa dell'uomo, può accogliere soltanto 15 turisti alla volta mentre l'ascensore ne può trasportare solo 5 o 6. Le uniche finestre sono collocate nella sala panoramica, e l'ambiente interno deve essere controllato da impianti di condizionamento d'aria con considerevoli costi.

### Stile
I leader dell'opposizione senegalese hanno mosso critiche anche sullo stile del progetto, asserendo che il realismo socialista non sarebbe africano, mentre altri hanno criticato il fatto che il corpo maschile non avrebbe fattezze africane. Gli imam locali affermano che mostrare in una statua figure umane è idolatria e hanno mosso obiezioni contro la rappresentazione di figure maschili e femminili seminude.
A dicembre 2009 il presidente Wade si scusa con la minoranza cristiana del Senegal per aver paragonato la statua a Gesù Cristo.

### Proprietà intellettuale
Il progetto ha suscitato anche diverse discussioni intorno alla pretesa del presidente Wade di essere legittimo detentore della proprietà intellettuale sulla statua, con diritto a percepire il 35 percento sui profitti generati. Alcuni rappresentanti dell'opposizione hanno criticato Wade, sostenendo che il presidente non può vedere riconosciuto un diritto d'autore personale su un'idea prodotta all'interno del suo mandato di pubblico ufficiale.

### Artisti locali
Ousmane Sow, un noto sculture senegalese, ha messo in discussione l'appalto dell'opera, dicendo che commissionare l'opera a una compagnia nordcoreana era tutto fuorché un simbolo della Renaissance africaine e non ha niente a che fare con l'arte.